# Sukhoi Su-57
Sukhoi Su-57 (hay PAK FA) là một máy bay tiêm kích thế hệ thứ năm của Nga hiện đang được phát triển do Sukhoi đứng đầu. Đây là tên viết tắt của Perspektivnyi Aviatsionnyi Kompleks Frontovoi Aviatsyi (tiếng Nga: Перспективный авиационный комплекс фронтовой авиации : Tổ hợp Hàng không Tương lai cho Không quân Chiến thuật). Tên kí hiệu NATO là Felon.
Nguyên mẫu hiện tại là T-50 của Sukhoi. PAK FA khi được phát triển đầy đủ được dự định thay thế những chiếc MiG-29 Fulcrum và Su-27 Flanker trong kho vũ khí của Nga và là nền tảng cho dự án Sukhoi/HAL FGFA đang được phát triển với Ấn Độ. Là một chiếc máy bay tiêm kích thế hệ thứ 5, nó được thiết kế để cạnh tranh trực tiếp với chiếc F-22 Raptor của Mỹ và chiếc F-35 Lightning II liên doanh Mỹ/Anh/Israel/Ý/Hà Lan/Úc/Canada/Na Uy/Đan Mạch/Thổ Nhĩ Kỳ. Chiếc T-50 đã thực hiện chuyến bay đầu tiên của mình ngày 29 tháng 1 năm 2010. Chiếc máy bay sản xuất đầu tiên dự kiến sẽ được giao vào năm 2019 với chiếc thứ hai tiếp theo vào năm 2020.
Máy bay chiến đấu được thiết kế để có khả năng bay siêu âm, độ cơ động, tàng hình và hệ thống điện tử hàng không tiên tiến để vượt qua các máy bay chiến đấu thế hệ trước cũng như phòng thủ trên mặt đất và hải quân. Su-57 dự định sẽ thay thế MiG-29 và Su-27 trong Không quân Nga.
Các nguyên mẫu và lô sản xuất ban đầu sẽ được phân phối với động cơ Saturn AL-41F1S được nâng cấp cao dưới dạng động cơ tạm thời trong khi động cơ thiết kế hiện đại tiên tiến, Saturn Izdeliye 30, hiện đang trong giai đoạn phát triển cuối cùng, sẽ ra mắt sau năm 2020. Chiếc máy bay được dự kiến sẽ có một tuổi thọ lên đến 35 năm.
Theo báo chí Việt Nam, Sukhoi T-50 dự kiến sẽ được xuất khẩu trong khoảng những năm 2025 - 2030 khi nó được Nga sản xuất đại trà.

## Lịch sử

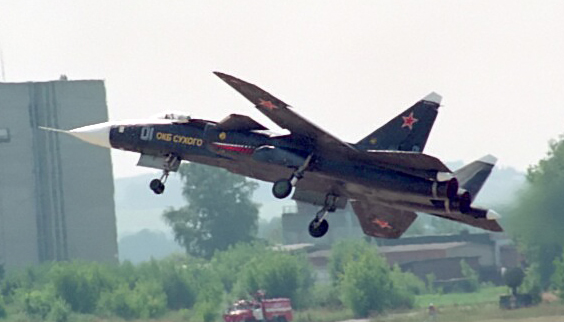
Máy bay thực nghiệm Sukhoi Su-47 (máy bay thử nghiệm kỹ thuật cho PAK FA)

Cuối thập niên 1980, Liên Xô đã phác thảo một kế hoạch sản xuất một loại máy thế hệ kế tiếp để thay thế những chiếc MiG-29 và Su-27 của họ trong vai trò máy bay chiến đấu tiền tiêu. Hai dự án đã được đề xuất cho yêu cầu này, Sukhoi Su-47 và Dự án MiG 1.44. Năm 2002, Sukhoi đã được lựa chọn để lãnh đạo thiết kế chiếc máy bay chiến đấu mới. PAK-FA (hay Sukhoi T-50) sẽ tích hợp kỹ thuật từ cả Su-47 và MiG 1.44.
Để giảm rủi ro phát triển của PAK FA và phân bổ chi phí liên quan, cũng như thu hẹp khoảng cách giữa nó và các máy bay chiến đấu thế hệ trước, một số công nghệ và tính năng của nó, như động cơ đẩy và hệ thống điện tử, đã được triển khai trong máy bay chiến đấu Sukhoi Su-35S, một biến thể tiên tiến của Sukhoi Su-27. Các Hiệp hội Novosibirsk Máy bay sản xuất (NAPO) được sản xuất máy bay chiến đấu đa vai trò mới tại Komsomolsk-on-Amur cùng với Komsomolsk-on-Amur Hiệp hội Sản xuất máy bay (KnAAPO), và lắp ráp cuối cùng là mất địa điểm tại Komsomol'sk-on-Amur. Sau một cuộc thi tổ chức vào năm 2003, Trung tâm Sản xuất Tekhnokompleks Khoa học và Ramenskoye Instrument Building Văn phòng Thiết kế, các Viện nghiên cứu Tikhomirov khoa học của Thiết kế Instrument (NIIP), Ural Quang học và Cơ khí thực vật (UOMZ) tại Yekaterinburg, công ty Polet ở Nizhny Novgorod và Viện nghiên cứu khoa học vô tuyến trung ương ở Moskva đã được chọn để phát triển bộ thiết bị điện tử hàng không của PAK FA. NPO Saturn là nhà thầu chính cho các động cơ tạm thời; Saturn và MMPP Salyut sẽ cạnh tranh cho các động cơ giai đoạn hai dứt khoát.
Vào ngày 8 tháng 8 năm 2007, Tổng tư lệnh Không quân Nga (CinC) Alexander Zelin được các hãng thông tấn Nga trích dẫn rằng giai đoạn phát triển của chương trình đã hoàn tất và việc chế tạo máy bay đầu tiên để thử nghiệm chuyến bay sẽ bắt đầu, và đến năm 2009 sẽ có ba máy bay thế hệ thứ năm đã sẵn sàng. Năm 2009, thiết kế của máy bay đã chính thức được phê duyệt.
T-50 được Bộ quốc phòng Nga kỳ vọng sẽ là đối thủ đáng gờm của F-22 và F-35 của Mỹ nên chương trình phát triển loại máy bay chiến đấu thế hệ thứ năm này được Nga đặc biệt chú trọng.

## Đặc điểm kỹ thuật
Dù chưa có những thông tin đáng tin cậy về các đặc điểm kỹ thuật của PAK-FA, nhưng qua những cuộc phỏng vấn với các nhân vật trong Không quân Nga, mọi người cho rằng đó sẽ là một chiếc máy bay tàng hình, có khả năng bay siêu thanh, được trang bị các loại tên lửa không đối không, không đối đất, và chống tàu ngầm thế hệ mới nhất, cũng như sử dụng radar AESA. Nó sẽ được trang bị động cơ AL-41F hay một biến thể của loại động cơ này. Những thông báo cho thấy nó sẽ hơi lớn hơn Mikoyan MiG-29 nhưng không lớn bằng Sukhoi Su-27. Nó có cánh đuôi đứng xoay toàn bộ, cánh phụ phía trước cánh chính. Cánh viền trước cánh thay đổi được khiến nó có khả năng thao diễn tốt. Động cơ thế hệ thứ năm đang được phát triển để thay thế cho động cơ đang dùng cho hai bản thử nghiệm. Các vũ khí mới như tên lửa không đối không, tên lửa không đối đất mới, bom điều khiển, tên lửa chống hạm hoặc chống rađa mới, các loại vũ khí này như một phần của PAK FA. Hình dáng của PAK FA có một phần kế thừa từ dòng Sukhoi Su-27 nhằm đạt được tính thao diễn cơ động tốt bằng cách hi sinh một số chỉ tiêu về mặt tàng hình. Người Nga đang cố thiết kế một máy bay vượt trội so với các máy bay thế hệ thứ năm khác trước khi máy bay thế hệ thứ sáu bắt đầu phát triển. Theo một thông tin không chính thức thì PAK FA sẽ được trang bị ngụy trang điện tử, nghĩa là máy bay sẽ chụp ảnh thời gian thực rồi chiếu lên lớp vỏ đặc biệt, nhưng điều này rất khó trong lúc công nghệ của Nga chưa phát triển để áp dụng nhưng công nghệ tiên tiến như vậy. FGFA và phiên bản dành riêng cho Ấn Độ sẽ có những khác biệt để đáp ứng nhu cầu của Không quân Ấn Độ.
Hiện không chắc chắn loại máy bay nào của Hoa Kỳ sẽ là đối thủ của PAK-FA. Tuy một số người cho rằng đó sẽ là chiếc Lockheed Martin F-35 Lightning II, các thông tin chưa cho thấy rõ ràng rằng đối thủ có thể là chiếc Lockheed Martin F-22 Raptor. Vì chưa có những thông tin chính thức nào khác, hiện không thể kết luận chắc chắn về vấn đề này. Vì thế, các nhà phân tích sẽ phải đợi tới khi những đặc điểm kỹ thuật của nó được công bố. Những nhà phân tích dự đoán tốc độ tối đa của nó sẽ gần mức Mach 2.83 (3.255 km/h); và chờ đợi xem làm thế nào chiếc máy bay có thể đạt tới tốc độ đó. Liên bang Nga đã phê chuẩn bản thiết kế cuối cùng của PAK FA, nó vẫn đang được bảo mật.

### Radar chống tàng hình

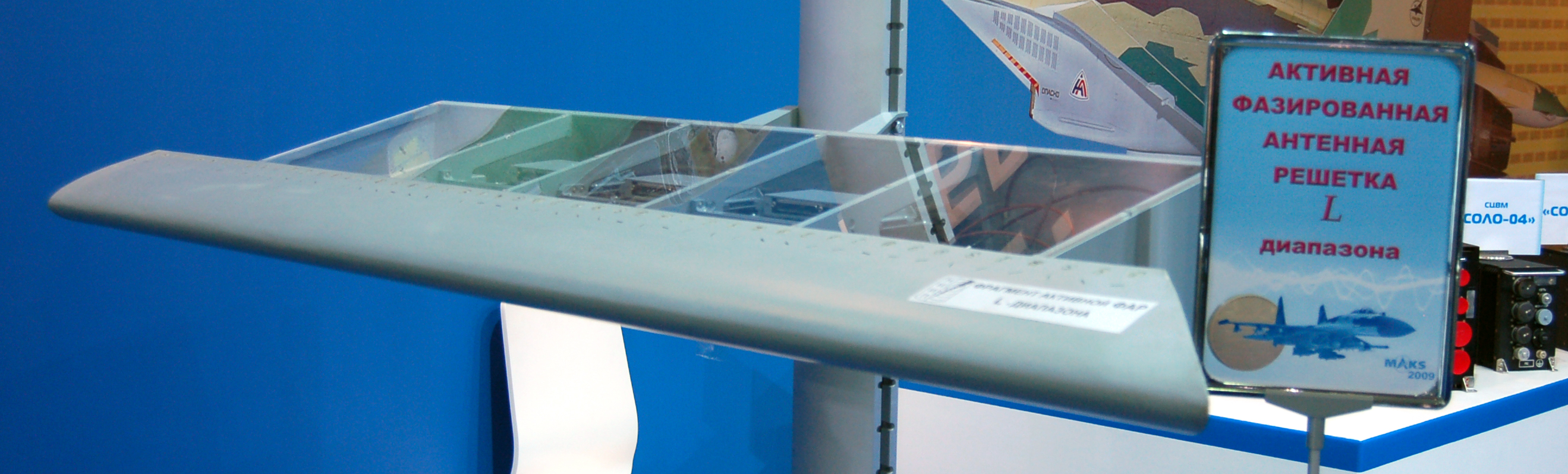
N036L-1-01 L-band array
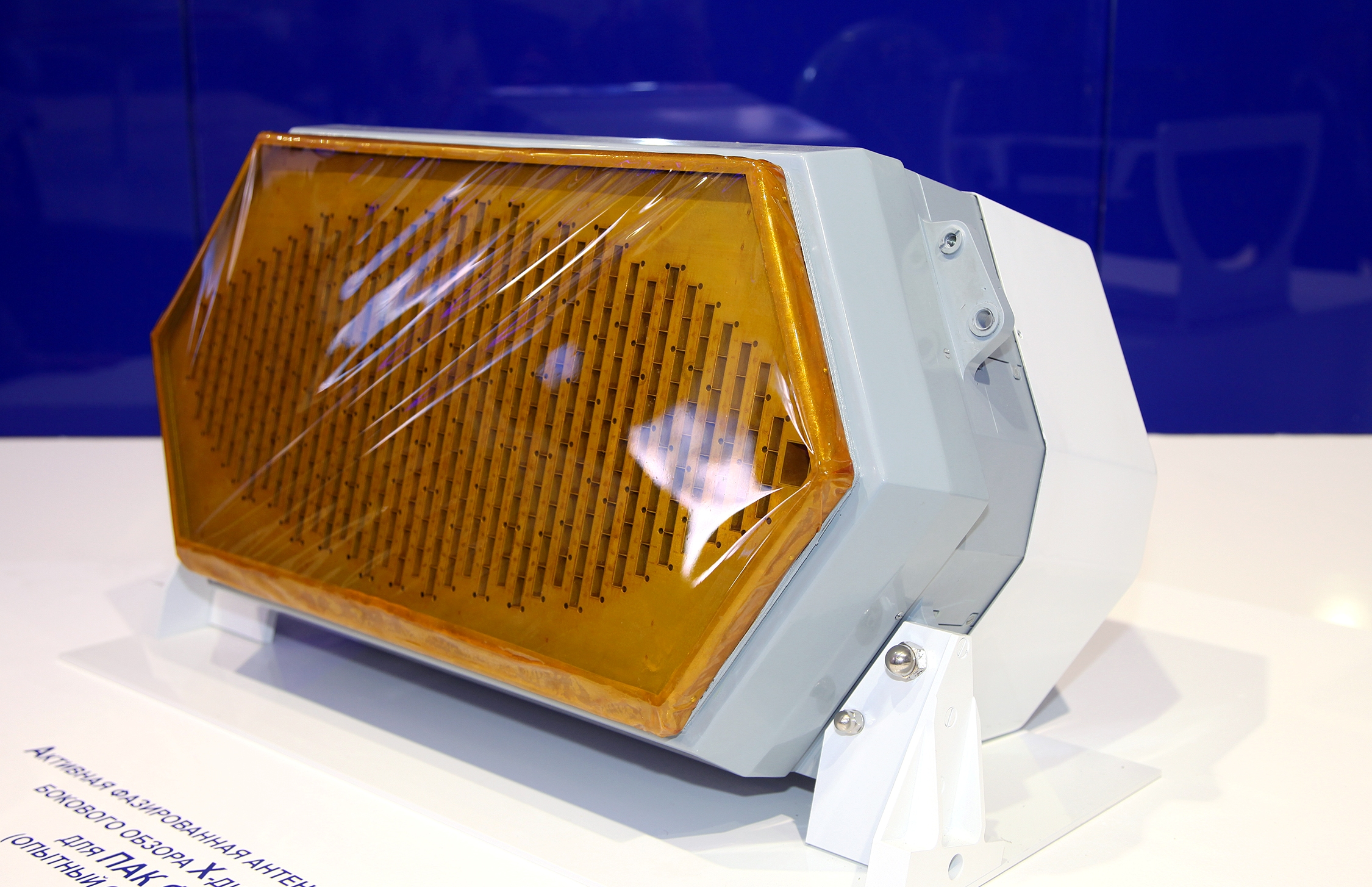
Radar N036B-1-01B AESA tại triển lãm MAKS năm 2013

Su-57 được trang bị tổ hợp vô tuyến điện tử đa năng tích hợp (MIRES) Sh121, gồm radar N036 Byelka và hệ thống tác chiến điện tử L402 Himalayas. Bản thân N036 không phải một đài radar đơn lẻ, nó được cấu thành từ radar mảng pha quét điện tử chủ động (AESA) N036-1-01 ở mũi máy bay, cùng 4 cụm radar N036B-1-01 và N036L-1-01 ở hai bên sườn và diềm trước cánh của tiêm kích Su-57. Đây là cấu hình radar rất tiên tiến, giúp cho Su-57 thực hiện chiến thuật "beaming" (chiếu tia) hiệu quả hơn mọi loại chiến đấu cơ khác, cho phép nó liên tục theo dõi mục tiêu trong nhiều điều kiện khác nhau, không phụ thuộc vào góc giữa hai phi cơ. Giải pháp này đến nay vẫn là độc quyền của Nga và chưa quốc gia nào làm được.
Điểm độc đáo của các radar trên T-50 là số lượng phần tử thu phát vượt trội bất cứ máy bay chiến đấu nào trên thế giới nhờ các tiến bộ công nghệ về rađa. Dựa vào các hình ảnh được công bố thì radar trên T-50 được bố trí ở hai vị trí, thứ nhất là các rađa bước sóng dài mức dm thiết kế bởi Tikhomirov NIIP, dùng band-L chuyên dụng đối phó mục tiêu tàng hình được lắp trên mép cánh chính (ưu điểm quan trọng của radar photon vi sóng là an-ten radar có thể được chế tạo thành một tấm mỏng gắn trực tiếp lên thân máy bay). Thứ 2 là radar chính N050 được lắp ở mũi giống như máy bay truyền thống. Như vậy Su-57 có thêm hai rađa phụ vuông góc hai bên, cho phép tăng góc quét gấp nhiều lần các máy bay chiến đấu hiện tại trên thế giới (vốn chỉ có 1 rađa nằm ở mũi), giải pháp này sẽ giúp loại bỏ việc sử dụng lắc cơ khí để tăng góc quét của radar chính, đồng thời làm tăng góc quét lên mức rất cao. Ngoài ra còn có đề xuất gắn thêm rađa ở hai cánh đuôi đứng của T-50 và phần đuôi giữa hai động cơ giống của các máy bay dòng Sukhoi Su-27 để tăng góc quét lên tối đa.
Từ năm 2020, một loại ra-đa thế hệ mới được chế tạo, radar quang-điện tử quét mảng pha chủ động (ROFAR). ROFAR là thế hệ radar cải tiến dựa trên nền tảng radar mảng định pha chủ động (AESA) kết hợp với công nghệ phát photon. Khi được bắn vào không khí, các chùm photon sẽ có khả năng tiếp nhận nhiều thông tin quan trọng về mục tiêu như hình dạng, vị trí, tốc độ, nhiệt độ, thậm chí cả thành phần hóa học của sơn từ mục tiêu phản xạ trở lại. Từ các photon phản xạ về, radar lượng tử có thể mô phỏng chính xác hình dạng 3D của vật thể, giúp phi công dễ dàng phân loại mục tiêu. Radar photon được xem là sẽ đưa công nghệ radar bước sang một kỷ nguyên phát triển mới: vi sóng có khoảng cách phát hiện xa, hiệu suất chuyển đổi năng lượng đến 60% (radar truyền thống chỉ đạt được 30%), độ ồn tín hiệu/âm thanh thấp hơn 100 lần so với radar thông thường. Hơn nữa, băng thông phát xung radar mới rộng gấp hàng chục lần so với radar truyền thống, độ phân giải trong phạm vi hoạt động của radar có thể tăng đến hàng chục lần.
Khác biệt lớn nhất của ROFAR so với AESA hiện nay là việc mở rộng băng tần hoạt động với sự góp mặt hệ thống phát chùm quang tử photon kết hợp với sóng radar truyền thống. Việc có thể thay đổi hỗn hợp các chế độ làm việc và mở rộng băng tần quét radar ở bước sóng tới 100 GHz, ROFAR có lợi thế rất lớn vì chưa máy bay tàng hình nào có khả năng đối phó hiệu quả với nó. Một trong những ưu điểm của công nghệ sóng photonic là giảm đáng kể kích thước và khối lượng tổng thể nhờ việc chuyển từ sử dụng dải sóng radio sang dải sóng quang có bước sóng ngắn hơn rất nhiều. Các thiết bị gây nhiễu của đối thủ phải có công suất mạnh hơn thời điểm hiện tại từ 3-4 lần mới có thể gây ảnh hưởng tới dải sóng công tác của radar ROFAR.
Các máy bay tàng hình hiện nay thường được trang bị công nghệ giúp hấp thụ sóng radio phát từ radar. Phương pháp truy tìm dựa trên chùm photon thì không bị ảnh hưởng bởi các kỹ thuật này. Khi hạt photon va phải thứ gì đó như máy bay tàng hình, nó sẽ bị dội ra và lệch hướng, sự thay đổi trạng thái của photon va chạm với máy bay sẽ ngay lập tức được phản ánh trong trạng thái của photon giữ cố định trong radar do hiệu ứng rối lượng tử, và phép đo khoảng thời gian này sẽ là dữ kiện giúp tính toán vị trí lẫn tốc độ của máy bay tàng hình đối phương.
Nhờ nguyên lý này, radar ROFAR thậm chí có thể thu được hình ảnh 3D trực tiếp của máy bay đối phương với độ phân giải ảnh cao hơn vài chục lần so với radar thông thường. ROFAR không chỉ có hiệu quả trong việc xác định vị trí mục tiêu và còn giúp phi công biết rõ mục tiêu có hình dạng như thế nào (tức là có thể biết rõ máy bay đối phương là loại gì, đang mang theo loại vũ khí nào). Góc quét rađa rộng và sử dụng dải sóng dài khiến T-50 có thể phát hiện mục tiêu ở rất xa, kể cả đối với máy bay tàng hình, giúp nó đối đầu hiệu quả với bất cứ máy bay chiến đấu nào của phương Tây (kể cả các loại máy bay tàng hình thế hệ 5 như F-22 Raptor hay F-35 Lightning II) mà vẫn chiếm ưu thế tuyệt đối.
Với việc được trang bị hệ thống radar ROFAR, tiêm kích Su-57 có thể dễ dàng phát hiện mục tiêu tàng hình cách xa tới 500 km, vượt trội hơn hẳn các máy bay tiêm kích thế hệ 5 khác chỉ được trang bị radar AESA như F-22, F-35... Vì vậy, có những tuyên bố cho rằng Su-57 không hẳn là máy bay tiêm kích thế hệ 5, mà đúng hơn phải là "thế hệ 5+".

### Hệ thống trinh sát quang - điện tử
Su-57 sử dụng cụm cảm biến quang - điện tử 101KS Atoll ở trước mũi, tương tự các tổ hợp trinh sát và theo dõi hồng ngoại (IRST) trên tiêm kích thế hệ 4 và 4+ của Nga trước đó. Máy bay phương Tây thường ít được trang bị IRST nên phải mang cụm cảm biến gắn ngoài khi làm nhiệm vụ.
Ưu điểm của IRST là vận hành theo nguyên lý thụ động, không phát tín hiệu đánh động mục tiêu. Nó xác định tín hiệu nhiệt từ động cơ máy bay đối phương, rất hữu ích cho việc phát hiện phi cơ tàng hình, vốn khó bị bám bắt bởi radar. Nhờ hệ thống này, Su-57 có thể âm thầm tấn công mục tiêu mà không cần bật radar dò tìm, đây là một yếu tố quan trọng trong những chiến thuật kiểu tấn công bất ngờ: việc bật radar dò tìm sẽ khiến máy bay phát ra tín hiệu điện từ, các thiết bị cảnh báo của đối phương có thể sẽ dò ra nguồn phát và khiến cuộc công kích mất đi tính bất ngờ, trong khi đó thiết bị IRST hoạt động mà không phát ra nguồn tín hiệu nào nên máy bay đối phương sẽ không thể dò thấy.
Tổ hợp 101KS Atoll còn được trang bị nhiều cảm biến phát hiện tên lửa tiếp cận (MAWS) và hai bộ phát laser định hướng năng lượng cao, nó cho phép máy bay phát hiện các mối đe dọa đang lao tới, đặc biệt là tên lửa tầm nhiệt vốn không phát ra tín hiệu radar. Nếu nhận diện được mục tiêu, một trong hai cụm laser sẽ phát ra chùm tia làm mù đầu dò tên lửa tầm nhiệt, giải pháp này hiệu quả hơn các loại mồi bẫy nhiệt truyền thống. Với việc lắp chúng, Su-57 là tiêm kích tiên phong trong lĩnh vực này.

### Điều khiển UCAV
Tiêm kích Su-57 có thể phối hợp và điều khiển loại UCAV tàng hình Sukhoi S-70 Okhotnik, biến chúng trở thành bộ đôi chiến đấu cơ uy lực. S-70 cũng có khả năng tàng hình, nó có trọng lượng khoảng 20 tấn và tốc độ tối đa ở độ cao thấp là 1.400 km/h, trần bay của S-70 là 18 km và phạm vi bay là 6.000 km. Nó mang được 2,8 tấn vũ khí bao gồm tên lửa hành trình, bom chính xác, vũ khí không đối không, vũ khí không đối hạm, nó có thể thay thế hoàn toàn máy bay có người lái trong các tình huống đặc biệt nguy hiểm.
Chiếc Sukhoi Su-57 dường như cũng đóng vai trò nền tảng thử nghiệm những công nghệ có thể được ứng dụng trên Okhotnik, làm tăng khả năng tương thích giữa hai loại phi cơ. Trong một trận không chiến, S-70 sẽ là phương tiện chiến đấu tăng cường, mở rộng phạm vi trinh sát của máy bay tiêm kích, tìm kiếm mục tiêu và đồng tham gia tấn công tiêu diệt. Tính năng chiến đấu này được thử nghiệm trong chuyến bay đôi đầu tiên Su-57 với S-70 Okhotnik vào năm 2019. Okhotnik cũng sẽ được triển khai cho nhiệm vụ tiêu diệt hệ thống phòng không, sở chỉ huy và thông tin liên lạc đối phương trong giai đoạn đầu xung đột, mở đường cho chiến đấu cơ có người lái tham chiến.
Dự đoán rằng cứ mỗi chiếc Su-57 sẽ có thể điều khiển cùng lúc 4 - 12 chiếc UCAV kiểu như S-70 Okhotnik, tạo thành 1 phi đội phối hợp tác chiến mà chỉ cần 1 phi công điều khiển. Nhờ khả năng này, không quân Nga chỉ cần mua 1 số lượng vừa phải Su-57, sau đó kết hợp với 1 số lượng lớn UCAV là sẽ có 1 phi đội với số lượng lớn máy bay hiện đại với chi phí khá rẻ (ví dụ: Hoa Kỳ dự kiến phải bỏ ra 150 tỷ USD để mua 1.500 chiếc F-35 nhằm thay thế máy bay đời cũ, trong khi Nga chỉ cần bỏ ra 25 tỷ USD là sẽ mua được 120 chiếc Su-57 và 1.400 chiếc UCAV đi kèm)
Bộ đôi Su-57 và Okhotnik cũng giúp hiện thực ý tưởng tác chiến mạng trung tâm, trong đó những chiếc Su-57 sẽ trở thành trung tâm chỉ huy cho lực lượng bộ binh, phòng không và các phi đội máy bay khác. Phát triển UCAV có khả năng phối hợp tác chiến với máy bay có người lái, trong đó Okhotnik đóng vai trò 'đồng đội hộ tống' của Su-57 là hướng đi của không quân trong tương lai mà Mỹ cũng đang nghiên cứu.

### Công nghệ tàng hình
Sukhoi PAK FA sẽ là chiếc máy bay tàng hình đầu tiên được Nga sử dụng. Giống như F-22, PAK FA tích hợp các kỹ thuật tàng hình như hình dáng dẹt phẳng ở phần đầu và các góc cạnh răng cưa trong các họa tiết lớp sơn. Cửa hút khí dài hẹp sẽ che đi phần lớn bề mặt ép của động cơ, và máy bay cũng sẽ trang bị hệ thống chắn sóng vô tuyến tựa như loại F/A-18E/F để che bề mặt nén ở khắp các phía. Khả năng tàng hình của PAK FA rõ rệt nhất ở bán cầu trước. Dự tính PAK FA có khả năng làm giảm tiết diện phản xạ rađa (RCS) xuống chỉ còn tương đương với một quả bóng tennis nhìn từ góc tối ưu.
Sukhoi Su-57 sử dụng một loại sơn dựa trên cấu trúc nano nguyên tử sắt được sắp xếp đặc biệt, có khả năng hấp thụ sóng rađa chiếu tới thành nhiệt năng. Hệ số hấp thụ của lớp sơn đạt tới 99,5%, tức là gần như toàn bộ sóng rađa chiếu vào mục tiêu được bảo vệ đều bị hấp thụ và chuyển đổi. Loại sơn phủ này có khả năng bám rất tốt dù máy bay đang bay ở tốc độ gấp hơn 2 lần tốc độ âm thanh, đây là ưu điểm vượt trội so với đối thủ F-22 và F-35 của Mỹ, bởi theo những thông tin được chính Không quân Mỹ xác nhận thì mỗi khi F-35 bay vượt tường âm thanh (Mach 1,2) thì lớp sơn tàng hình của nó sẽ bị bong tróc, khiến F-35 mất đi khả năng tàng hình.

### Động cơ
Những chiếc T-50 sản xuất loạt đầu tiên sẽ được trang bị động cơ AL-41F-1 (tên khác là AL-117), gần giống như động cơ AL-41F1S của Su-35 Động cơ này có lực đẩy tối đa 147 kN khi đốt nhiên liệu phụ trội.
Theo giám đốc Trung tâm phân tích Chiến lược và Công nghệ Nga (ACT) Ruslan Pukhov thì T-50 phiên bản thử nghiệm đang bay bằng động cơ của các máy bay thế hệ 4+, động cơ mới dùng riêng cho T-50 sẽ tiếp tục được phát triển. Trung tâm Khoa học và Công nghệ Liynki (Hiệp Hội Khoa học và Sản xuất Saturn) đã thử nghiệm động cơ mới có những đặc tính vượt trội so với những động cơ cho máy bay thế hệ thứ năm của nước ngoài trên máy bay PAK FA vào năm 2014. Động cơ mới sẽ có trọng lượng nhẹ hơn 30% so với động cơ AL-41F1S vốn được dùng trên Su-35, chi phí cho vòng đời ít hơn 30% và giá thành có thể rẻ hơn. Còn động cơ cho PAK FA khi thử nghiệm đã mang lại nhiều kết quả ngoài mong đợi, được xem là có giá thành chế tạo rẻ hơn so với động cơ AL-41F1S, ngoài ra kinh phí bảo dưỡng cũng được cho là hạ thấp đến mức tối đa vì thế loại động cơ này có thể sẽ được thay thế dần cho động cơ AL-41F1S ở những biến thể máy bay thế hệ thứ 4.
Năm 2016, Nga đã thử nghiệm động cơ vector lực đẩy 3D mới là "Sản phẩm 30" (Izdeliye 30). Với "Sản phẩm 30", máy bay chiến đấu Su-57 sẽ có thể đạt được tốc độ hành trình siêu thanh Mach 1,5. Động cơ này có lực đẩy tối đa 107 kN khi chưa tăng lực và 176 kN khi đốt nhiên liệu phụ trội, vượt trội 13% so với động cơ F-119 PW-100 trên F-22 của Mỹ (có lực đẩy tối đa khi chưa tăng lực là 116 kN và đạt 156 kN khi đốt nhiên liệu phụ trội). Ngoài ra, Izdeliye 30 có tính năng TVC (hệ thống điều khiển lực đẩy động cơ) ba chiều, trong khi F-22 của Mỹ chỉ sử dụng TVC hai chiều. Tuy nhiên, do mục tiêu thiết kế rất cao nên Izdeliye 30 cần phải kéo dài thời gian thử nghiệm đến sau năm 2020.

### Tự điều khiển
Năm 2020, Sukhoi Su-57 đã thực hiện chế độ bay không người lái trong quá trình thử nghiệm. Phi công vẫn ngồi trong buồng lái nhưng phần lớn các hạng mục bay được thực hiện hoàn toàn tự động bởi hệ thống phần mềm tự động điều khiển giống như một "phi công điện tử" trên máy bay, còn phi công thật chỉ làm nhiệm vụ giám sát phần mềm tự động này thay vì trực tiếp điều khiển máy bay.
Trước Su-57 thì đã có nhiều loại máy bay không người lái (UAV) được chế tạo. Tuy nhiên, các loại UAV này vẫn cần phi công điều khiển chứ không thể tự hoạt động như Su-57 (phi công ngồi trong buồng điều khiển đặt tại mặt đất, tín hiệu điều khiển truyền qua vệ tinh đến chiếc UAV, nếu tín hiệu điều khiển bị mất hoặc bị gây nhiễu thì chiếc UAV sẽ rơi). Còn Su-57 có khả năng tự động bay mà không cần phi công, tức là áp dụng công nghệ trí tuệ nhân tạo (AI). Đây là bước đột phá bởi quá trình điều khiển máy bay gồm hàng loạt các thuật toán và thông số hàng không rất phức tạp, đòi hỏi máy tính phải có khả năng tự học và tự làm quen để điều khiển máy bay thay cho người phi công.
Với khả năng này, Su-57 sẽ hiệu quả hơn các loại máy bay thế hệ thứ năm khác nhờ bỏ bớt yếu tố con người trong việc nhận biết tình huống, thực hiện các thao tác bay cần sự tính toán phức tạp, giúp nâng cao tính năng cơ động và chiến thuật. Khi tính năng này được phát triển xa hơn, Su-57 hoàn toàn có thể trở thành một chiếc máy bay tiêm kích không người lái theo đúng nghĩa trong tương lai, tức là sẽ trở thành máy bay tiêm kích phản lực thế hệ thứ sáu.

### Tải trọng vũ khí
Tải trọng vũ khí tối đa của Su-57 lên tới khoảng 14 - 16 tấn Để so sánh, tải trọng vũ khí tối đa của Su-35 là 12 tấn, Su-30 là 10,4 tấn, F-22 Raptor là khoảng 10 tấn, và F-35 là 8,1 tấn.
Tải trọng vũ khí chiến đấu mà Su-57 có thể mang theo cao hơn nhiều so với các máy bay chiến đấu của các thế hệ trước. Kết quả này đã đạt được nhờ sử dụng vật liệu composite. Ví dụ, Su-30SM và Su-35 sử dụng 25% vật liệu không phải kim loại (gồm các vật liệu tổng hợp, sợi thủy tinh, vải Kevlar, các loại nhựa khác nhau). Trên Su-57, tỷ lệ này tăng lên tới 35%, nhờ đó máy bay sẽ nhẹ hơn dù có kích thước tương tự như các mẫu máy bay tiền nhiệm. Ngoài ra, động cơ mới giúp tăng lực đẩy thêm 15% nữa, cũng góp phần làm tăng tải trọng vũ khí.
Với việc mang được số lượng vũ khí lớn kỷ lục, Su-57 hoàn toàn có khả năng được trang bị những loại vũ khí mới nhất, kèm theo đó là nhiều thiết bị hỗ trợ kích thước lớn, ví dụ như radar. Chiến đấu cơ Su-57 không chỉ là bản thân chiếc máy bay, mà đây là một tổ hợp chiến đấu, bao gồm các loại vũ khí mới nhất được phóng từ máy bay. Danh sách vũ khí được giữ bí mật, nhưng đã có thông tin rằng các doanh nghiệp của Tổ hợp công nghiệp quốc phòng Nga đã phát triển khoảng 15 mẫu vũ khí mới dành cho loại máy bay này.
Su-57 có bốn khoang vũ khí gắn chìm trong thân. Hai khoang chính có kích thước lớn và chiếm gần hết chiều dài thân máy bay, được thiết kế để gắn các vũ khí lớn, chẳng hạn như tên lửa không đối không tầm xa (như Vympel R-37 tầm bắn 400 km, tên lửa chống hạm Kh-59, bom lớn cỡ 1.500 kg... Ở hai bên có thêm hai khoang chứa nhỏ, chỉ có thể chứa một tên lửa có kích thước nhỏ như tên lửa đối không tầm ngắn RVV-MD (tầm bắn 40 km).
Su-57 có 12 điểm treo vũ khí, một số giá treo có thể gắn vũ khí có trọng lượng tối đa 1,5 tấn mỗi quả. Hệ thống khoang chứa vũ khí của Su-57 có thể chứa được tối đa tới 4 tên lửa Vympel R-77 thế hệ mới, cung cấp khả năng đối không vượt trội. Nếu được trang bị tên lửa kích thước lớn hơn, ví dụ như tên lửa R-37 với tầm bắn lên tới 400 km, Su-57 có thể mang theo được 6 tên lửa loại này trong hai khoang chứa lớn trong thân.
Dù là tiêm kích thế hệ 5, Su-57 vẫn được trang bị một khẩu pháo 30mm loại 9A1-4071K với 150 viên đạn để đánh cận chiến. Đây là phiên bản hiện đại hóa của khẩu GSh-30-1 được rất nhiều chiến đấu cơ Nga (như Su-27, Su-30, Su-33, Su-34, Su-35, Su-37, MiG-29, MiG-35,...) sử dụng. Để đảm bảo kiểu dáng khí động học và khả năng tàng hình của máy bay, khẩu pháo tự động 30mm của Nga sẽ được đặt bên trong máy bay, kèm theo đó là nắp che có thể đóng mở để đảm bảo tính năng tàng hình cho máy bay.

## Chế tạo mẫu thử
Liên hiệp Sản xuất Hàng không Novosibirsk Chkalov (NAPO) đã bắt đầu chế tạo chiếc máy bay chiến đấu đa nhiệm vụ thế hệ thứ năm. Công việc này sẽ được thực hiện tại Komsomol'sk-on-Amur và nhà máy chế tạo máy bay tại Komsomol'sk-on-Amur, tổng giám đốc nhà máy, Fedor Zhdanov, đã thông báo trong một chuyến viếng thăm NAPO của thống đốc Novosibirsk Oblast Viktor Tolokonskiy.
"Công việc lắp ráp cuối cùng sẽ diễn ra tại Komsomol'sk-on-Amur, và chung tôi sẽ tiến hành việc lắp ráp thân trước của loại máy bay này," Zhdanov nói rõ. Chiếc máy bay chiến đấu thế hệ thứ năm, do văn phòng thiết kế Sukhoi phát triển, sẽ thay thế MiG-29 và Su-27 thuộc thế hệ trước đó.
NAPO Chkalov cũng đã thực hiện việc chế tạo hàng loạt loại máy bay ném bom đa nhiệm vụ mới nhất Su-34 từ năm ngoái. Theo vị thống đốc, chính quyền oblast sẽ chấp nhận một loạt các giải pháp nhằm cung cấp thêm sự hỗ trợ của chính quyền cho NAPO. Tới nay, vấn đề nghiêm trọng nhất của công ty là nhân lực. Trong thập niên 1990, nhiều nhân viên kỹ thuật có trình độ đã ra đi trong thời kỳ trì trệ và hiện cần thời gian để đào tạo nguồn nhân lực mới. "Sự hỗ trợ của chúng tôi sẽ là giải pháp cho các vấn đề nguồn nhân lực, và cung cấp nơi ở cho những chuyên gia của nhà máy," Tolokonskiy nói.
NAPO Chkalov là một trong những nhà máy sản xuất máy bay lớn nhất nước và gồm cả Công ty Cổ phần Sukhoi, ITAR-TASS nói.

### Chuyến bay đầu tiên

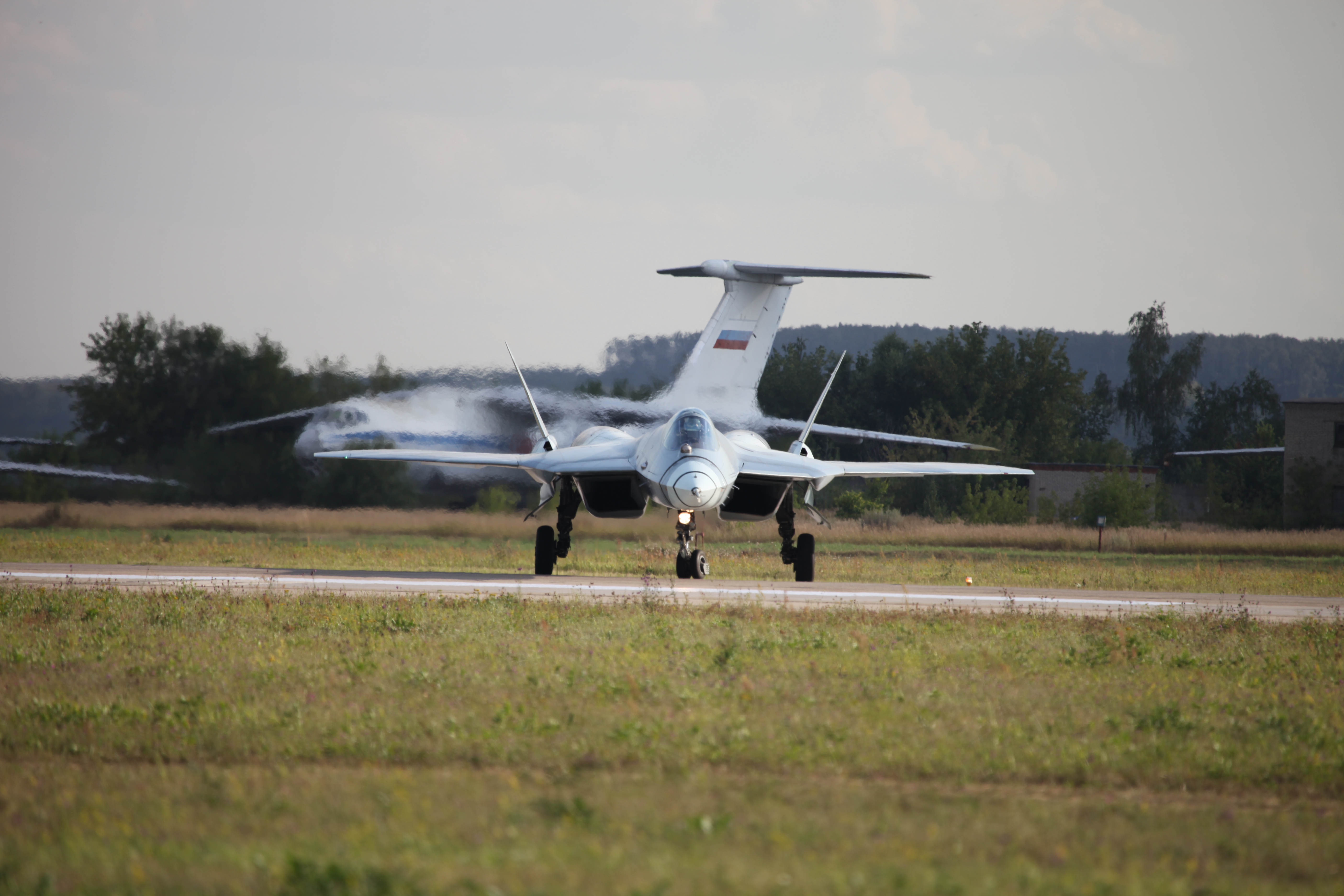
Sukhoi T-50 nhìn từ phía trước

Chuyến bay thử nghiệm đầu tiên diễn ra vào ngày 29 tháng 1 năm 2010 chuyến bay kéo dài 45 phút tại 1 nhà máy sản xuất của Sukhoi. Tuy nhiên giới phân tích không cho rằng đây là một bước tiến đáng kể. Theo chuyên gia phân tích quân sự Pavel Felgenhauer thì:"Đây mới chỉ là mô hình, chưa có động cơ và radar mới".
Mặc dù dự trù trình làng vào năm 2007, chuyến bay đầu tiên của T-50 liên tục bị hoãn vì các vấn đề kỹ thuật và giới quan sát nhận thấy có các vấn đề trong chậm trễ và chất lượng sản phẩm khi 
hiện đại hóa quân sự gần đây.
Chiếc phi cơ phản lực tàng hình thế hệ thứ năm của Nga đã phải bỏ cuộc cất cánh tại triển lãm hàng không ngày 21 tháng 8 năm 2011, do phi công quyết định ngừng vì trục trặc ở động cơ. Hiện T-50 được cho là còn thiếu các động cơ mới cũng như các khí tài thiết bị tân tiến, và việc sản xuất đại trà sẽ chỉ bắt đầu từ năm 2015.
Không quân Nga hôm 14/5/2019 đã triển khai 6 tiêm kích Su-57 hộ tống chuyên cơ của Tổng thống Vladimir Putin khi ông tới trung tâm thử nghiệm vũ khí hàng không lớn nhất nước này ở vùng Akhtubinsk, tây nam nước Nga. Màn phô diễn lực lượng diễn ra ngay trước cuộc gặp giữa Tổng thống Putin và Ngoại trưởng Mỹ Mike Pompeo tại thành phố Sochi. Đây là lần đầu tiên tiêm kích Su-57 bay với biên đội tới 6 chiếc.

## Tai nạn
Tính đến năm 2019, Nga đã sản xuất được 11 nguyên mẫu thử nghiệm có thể bay được. Trong số 11 nguyên mẫu Su-57 đã chế tạo (bao gồm cả nguyên mẫu thử nghiệm Sukhoi T-50) thì 1 chiếc đã bị mất
- Tháng 8 năm 2011 mẫu thử nghiệm T-50-1 đã bị cháy động cơ khi chạy đà cất cánh nhưng phi công đã nhanh chóng bật dù nên không gây ra hậu quả nghiêm trọng nào.
- Ngày 10 tháng 6 năm 2014 mẫu thử nghiệm T-50-5 đã bị hư hại do cháy động cơ sau khi hạ cánh.
- Ngày 24 tháng 12 năm 2019, một chiếc Su-57 đã bị rơi ở Khabarovsk Krai trong giai đoạn cuối của thử nghiệm tại nhà máy do trục trặc của hệ thống điều khiển. Máy bay bị phá hủy hoàn toàn.

## Dự án liên quan
Để có thêm kinh phí nghiên cứu Sukhoi Su-57, Nga đã cùng hợp tác với Ấn Độ trong dự án FGFA nhằm chế tạo một phiên bản máy bay tàng hình hai chỗ ngồi, nhưng hợp đồng trị giá 9 tỷ USD chế tạo máy bay tiêm kích tàng hình Ấn Độ thế hệ thứ năm trên cơ sở Sukhoi Su-57 đã bị tạm ngừng. Phía Ấn Độ đánh giá FGFA không đáp ứng được yêu cầu của họ: Máy bay phải trang bị các hệ thống rađa hàng không có kích cỡ nhỏ nhưng lại phải có khả năng hoạt động ưu việt hơn so với dòng máy bay thế hệ năm F-35 Lightning II của Mỹ. Mặt khác, thiết kế của FGFA cũng thiếu khả năng bảo dưỡng tổng đoạn theo từng mô-đun dẫn tới việc chi phí sử dụng và bảo dưỡng đắt đỏ trong tương lai. Bộ Quốc phòng Ấn Độ cho rằng FGFA không có bất kỳ công nghệ độc đáo nào hơn hẳn các máy bay phương Tây như F-35 và F-22. Sự chậm trễ của chương trình FGFA có nguyên nhân bởi New Delhi và Moskva không đồng ý về nhiều khía cạnh cơ bản của dự án phát triển chung bao gồm chia sẻ công việc và chi phí, công nghệ máy bay cũng như số lượng máy bay được đặt hàng. Sau khi đánh giá nguyên mẫu PAK FA T-50, Ấn Độ nhận thấy máy bay có hơn 40 vấn đề kỹ thuật, trong đó có những điểm yếu trong động cơ, tàng hình và vũ khí. Nguyên nhân quan trọng nhất được cho là Nga giữ kín sơ đồ thiết kế, không chuyển giao các công nghệ quan trọng cho Ấn Độ, trong khi Ấn Độ lại muốn tự nâng cấp máy bay chiến đấu mới mà không cần sự hỗ trợ của Nga trong tương lai.
Có báo cáo rằng Ấn Độ và Nga đang hợp tác nghiên cứu nâng cấp Su-35 với công nghệ tàng hình (tương tự như F-15 Silent Eagle) như là một lựa chọn hợp lý hơn cho FGFA.
Tuy nhiên, Ấn Độ cũng gợi ý rằng dự án có thể được nối lại vào thời điểm sau này, khi Sukhoi Su-57 đã được sản xuất và đi vào hoạt động trong Không quân Nga. Dù vậy, trang web Avia của Nga cho biết, Bộ Quốc phòng Ấn Độ cuối cùng đã tuyên bố từ bỏ hoàn toàn máy bay chiến đấu tàng hình thế hệ năm Sukhoi Su-57 của Nga. Đây được xem là dấu chấm hết không chỉ đối với chương trình liên doanh hợp tác chế tạo tiêm kích tàng hình FGFA (phiên bản hai chỗ ngồi của Su-57) mà còn đóng lại cánh cửa cho triển vọng nhập khẩu nguyên chiếc Su-57 trong tương lai. Thay thế cho dự án FGFA, Tổ chức Nghiên cứu và Phát triển Quốc phòng Ấn Độ (DRDO) mới đây đã giới thiệu chính thức về dự án tiêm kích tàng hình nội địa mang tên AMCA của nước này. Trước đây có nhận định cho rằng Ấn Độ sẽ tạm thời mua động cơ Nga đang dùng cho Su-57 để tích hợp lên máy bay AMCA nhưng phương án trên không được Ấn Độ phê duyệt do động cơ AL-41F1S lực đẩy không đủ để bay siêu âm toàn hành trình và cũng không có khả năng che giấu tín hiệu hồng ngoại, với mức độ bộc lộ quá cao thì máy bay sẽ dễ bị phát hiện bởi thiết bị trinh sát quang điện tử. Động cơ Izdeliye 30 mới hơn dành cho Sukhoi Su-57 vẫn chưa hoàn thiện ở thời điểm đó, do vậy Ấn Độ đã thông báo hai phi đội AMCA đầu tiên sẽ lắp động cơ GE 414 của Mỹ.

## Sản xuất

### Giá thành
Su-57 bán cho Không quân Nga có giá khoảng 42 triệu USD chưa bao gồm vũ khí (thời giá năm 2020). Đây là mức giá khá rẻ, cao hơn không đáng kể so với Su-35 (khoảng 40 triệu USD chưa bao gồm vũ khí), trong khi lại rẻ hơn nhiều so với các máy bay chiến đấu thế hệ 5 của Mỹ (theo thời giá năm 2020, F-22 có giá 175 triệu USD chưa bao gồm vũ khí, F-35 có giá khoảng 85-110 triệu USD chưa bao gồm vũ khí).

### Kế hoạch sản xuất
Vào ngày 30 tháng 6 năm 2018, Thứ trưởng Quốc phòng Nga ông Yuri Borisov cho biết: "Nga không có kế hoạch sản xuất số lượng lớn tiêm kích Su-57, trong khi đó các máy bay Su-35 vẫn đang là một trong số những tiêm kích tốt nhất thế giới, vì vậy không có lý do gì để sản xuất hàng loạt Su-57" . Nhiều người cho rằng chương trình Su-57 sẽ không được sản xuất số lượng lớn và quay lại sử dụng các máy bay thế hệ thứ 4 như một dự án thay thế, bởi dự án này vẫn còn đang trong giai đoạn dang dở và gặp nhiều vấn đề kĩ thuật trong quá trình phát triển Hai vấn đề quan trọng đến lúc đó vẫn nằm ở động cơ và hệ thống radar. Các mẫu thử nghiệm Su-57 vẫn đang phải dùng tạm loại động cơ "AL-41F1S" và radar mảng pha quét điện tử thụ động (PESA) "N035 Irbis-E" vốn được biên chế cho máy thế hệ thứ tư Su-35. AL-41F1S không có tính năng hành trình siêu âm cũng như giảm bớt tín hiệu hồng ngoại giống các loại máy bay thế hệ 5 của Mỹ. Trong khi đó, động cơ chuẩn thế hệ 5 "Izdeliye 30" được thiết kế để có trọng lượng nhẹ hơn 30% và tạo ra khoảng 176 kN lực đẩy (so với 160 kN của động cơ máy bay F-22), động cơ này chỉ mới thử nghiệm vào ngày 5 tháng 12 năm 2017, nó không kịp hoàn thành để trang bị cho lô Su-57 sản xuất hàng loạt đầu tiên Radar mảng pha quét điện tử chủ động (AESA) "N036 Byelka" thì được thử nghiệm từ năm 2014. Những khó khăn tài chính cũng là vấn đề lớn của chương trình Su-57, do Ấn Độ từ chối hợp tác với Nga trong việc chế tạo máy bay chiến đấu chung thế hệ thứ năm, vì vậy dự đoán chi phí sản xuất sẽ tăng cao trong khi nhu cầu mua máy bay mới khá thấp, ngân sách quốc phòng của Nga lại đang bị cắt giảm nên không đủ để giải quyết vấn đề này.
Ông Yuri Borisov nói: "Hiện nay chúng ta đang sở hữu tiêm kích Su-35, chúng cũng được coi là một trong những chiếc máy bay tốt nhất thế giới, vì vậy chúng ta không bắt buộc phải sản xuất hàng loạt loại máy bay tiêm kích thế hệ thứ năm này. Tiêm kích Su-35 cùng với các loại máy bay khác đủ sức cạnh tranh với các đối thủ tiềm năng hiện nay" Ông Yuri Borisocho cho biết Nga sẽ chỉ sản xuất hàng loạt tiêm kích thế hệ thứ năm Su-57 sau khi các thiết bị đi kèm đã hoàn tất việc thử nghiệm và đạt trạng thái chiến đấu hoàn hảo nhất
Tổng thống Nga Vladimir Putin ngày 15-5-2019 cho hay 76 chiến đấu cơ tàng hình thế hệ 5 Su-57 sẽ được trang bị cho Không quân nước này trước năm 2028. "Chương trình mua sắm vũ khí 2028 (ban đầu) quy định mua 16 chiến đấu cơ như thế", Tổng thống Putin nhớ lại. Nhà lãnh đạo Nga cho hay sau khi đánh giá tình hình, Bộ trưởng Quốc phòng Nga Sergey Shoigu báo cáo rằng các nhà sản xuất đã giảm giá 20% cho Su-57 và thiết bị liên quan, cơ hội mua thêm chiến đấu cơ này vì thế sẽ tăng lên. "Chúng tôi nhất trí mua 76 chiến đấu cơ như thế mà giá không tăng trong cùng khoảng thời gian", Tổng thống Putin cho hay trong cuộc họp quốc phòng hôm 15-5. "Trong tương lai gần nhất, chúng tôi sẽ ký hợp đồng mua 76 chiến đấu cơ được trang bị vũ khí hủy diệt hiện đại và cơ sở hạ tầng cần thiết", ông Putin nói thêm.
Tổng thống Putin khẳng định ngành công nghiệp quốc phòng nước này đang tập trung phát triển vũ khí hiện đại cho Không quân Nga trong ít nhất 10 năm tới. "Tiêm kích đa năng Su-35S và Su-57 đang được hoàn thiện, chúng sở hữu nhiều tính năng chiến đấu hàng đầu thế giới. Cần biên chế được ít nhất ba trung đoàn tiêm kích thế hệ 5 cho Không quân Nga trước năm 2028", ông Putin nói.

## Lịch sử chiến đấu
Ngày 9/6/2022, 4 chiếc Su-57 đã được Nga triển khai trong cuộc tấn công Ukraine, theo đó các máy bay liên kết và phối hợp tiêu diệt các hệ thống phòng không của đối phương. Việc kết hợp mạng lưới 4 máy bay trong một không gian thông tin duy nhất, truyền dữ liệu định vị và tham số mục tiêu theo thời gian thực đã gia tăng hiệu quả tìm kiếm và tiêu diệt mục tiêu. Đồng thời, thông qua nhiệm vụ này, phía Nga cũng xác nhận được Su-57 có mức độ phản xạ radar thấp.

## Đặc điểm kỹ thuật (Sukhoi T-50 PAK FA)
Vì chiếc máy bay đang được phát triển, những đặc điểm kỹ thuật này mới là tạm thời và được lấy theo những ước tính từ những hình ảnh có được.

### Đặc điểm chung
- Phi hành đoàn: 1 người.
- Chiều dài: 19,8 m (65,9 ft).
- Sải cánh: 14 m (46,6 ft).
- Chiều cao: 6,05 m (19,8 ft).
- Diện tích cánh: 78,8 m² (848,1 ft).
- Trọng lượng rỗng: 18.500 kg (40.785 lb).
- Trọng lượng tải: 29.772 kg (65.636 lb).
- Trọng tải hữu ích: 7.500 kg (tải trọng chiến đấu-lượng vũ khí mang theo) (16.534 lb).
- Trọng lượng cất cánh tối đa: 37.000 kg (81.570 lb).

### Động cơ
- Kiểu động cơ: 2× Động cơ tuốc bin phản lực cánh quạt AL-41F1 turbofan phiên bản nguyên mẫu lực đẩy 147 kN (33,047 lbf). Phiên bản F1-A sau này có lực đẩy 175 kN (39,340 lbf).[62]

Tính năng hoạt động
- Tốc độ tối đa: Mach 2+ =
- 2.600 km/h (1,615 mph; ở độ cao 17,000 m hay 45,000 ft)
- Tốc độ bay tuần tra: 1.300 - 1.800 km/h (808 - 1.118 mph)
- Tầm bay tối đa: 3.500 km (cận âm) 1.500 km (siêu âm)
- Trần bay: 20.000 m (65,616 ft)
- Tốc độ leo cao: 384 m/giây (1259 ft/giây)[63]
- Chất tải cánh: 330 (thông thường) – 470 (tối đa) kg/m² (67(thông thường) – 96 (tối đa) lb/ft²)
- Lực đẩy/trọng lượng: 1.01

### Vũ khí
- Pháo: Phiên bản nguyên mẫu thử nghiệm không được trang bị. Dự tính sẽ trang bị 1 pháo GSh-30-1 30 mm.
- Điểm treo vũ khí: 12 giá treo, gồm 6 giá treo đặt trong 2 khoang vũ khí ẩn trong thân, và 6 giá treo ở cánh bên ngoài cho các tên lửa không đối không nhưng thường là treo thùng dầu phụ.
- Tải trọng vũ khí tối đa là khoảng 14 - 16 tấn[36]. Các vũ khí dự tính máy bay có thể mang theo:
  - Tên lửa không đối không
    - AA-12 Adder (R-77 hay RVV-AE)
    - AA-11 Archer (R-73)
    - AA-10C Alamo (R-27ER1)
    - AA-10D Alamo (R-27ET1)

  - Tên lửa không đối đất và đối hải
    - AS-17 Krypton (Kh-31)
    - AS-16 Kickback (Kh-15)
    - AS-10 Karen (Kh-25ML)
    - AS-14 Kedge (Kh-29)
    - AS-15 Kent (Kh-55)
    - AS-13 Kingbolt (Kh-59)
    - Kh-47M2 Kinzhal (biến thể thu nhỏ)

  - Bom
    - KAB-500L
    - KAB-1500 bom dẫn đường bằng laser/TV
    - FAB-100/250/500/750/1000

### Hệ thống điện tử
- Radar mảng pha băng X AESA N050: Tầm quét 400 km, theo dõi 60 mục tiêu và đồng thời tiêu diệt 16.
- Radar mảng pha băng L AESA: Chuyên phát hiện mục tiêu tàng hình.
- Hệ thống đối kháng điện tử ECM
- Hệ thống điện tử tích hợp gồm:
  - Thiết bị tìm kiếm hồng ngoại (FLIR) OLS-50M
  - Thiết bị nhiễu hồng ngoại 101KC-D
  - Thiết bị ra đa quang học 101KC-B
  - Thiết bị quang học 101KC-Y
  - Thiết bị dẫn đường không đối đất KS-101-H
- Diện tích phản xạ ra đa: không rõ (có ước tính cho là khoảng 0,1 m²)